# Festival du Court-Métrage de Clermont-Ferrand
Das Festival du Court-Métrage de Clermont-Ferrand ist ein internationales Kurzfilmfestival in der französischen Stadt Clermont-Ferrand.
Hinsichtlich der Besucherzahlen und des Brancheninteresses ist es das zweitgrößte Filmfestival in Frankreich nach dem Festival International du Film de Cannes.

## Geschichte
Vor der eigentlichen Gründung des Festivals gab es mit den Kurzfilmwochen des Cercle Cinématographique Universitaire de Clermont-Ferrand (C.C.U.C.) zwischen 1979 und 1981 einen Festival-Vorgänger. Der Erfolg dieser Initiative führte 1981 zur Gründung der Organisation Sauve qui peut le court métrage, deren Ziel die öffentliche Wertschätzung des Kurzfilms ist. Das Festival wurde schließlich 1982 ins Leben gerufen. Neben Wettbewerbsprogrammen werden thematische Kurzfilmblöcke angeboten. Das Festival konnte bald eine große Breitenwirksamkeit erreichen und sich etablieren. Der erste Kurzfilmmarkt für Branchenvertreter wurde 1986 organisiert, wodurch sich das Festival verstärkt auch ökonomischen Interessen öffnete. 1988 wandelte sich Clermont-Ferrand von einem nationalen zu einem internationalen Kurzfilmfestival.
Der wachsende Erfolg ließ sich in Zuschauerzahlen messen: Waren es 1989 28.000 Festivalbesucher, wurde die 100.000-Grenze 1995 überschritten. Parallel dazu schuf die Commission du Film Auvergne 1997 ein Tour-Programm in der Region. 2004 erreichte das Festival 135.000 Zuschauer. So zählt das Festival von Clermont-Ferrand heute zu den wichtigsten Kurzfilmfestivals der Welt. Die Organisation Sauve qui peut le court-métrage beschäftigt zurzeit siebzehn Mitarbeiter.

## Preisträger des Grand Prix für den besten Film im internationalen Wettbewerb
| Jahr | Filmtitel                                  | Regie                                        | Land, Produktionsjahr                 |
| ---- | ------------------------------------------ | -------------------------------------------- | ------------------------------------- |
| 1985 | È pericoloso sporgersi                     | Jaco Van Dormael                             | Belgien 1984                          |
| 1986 | Aziotaz biletów na czas                    | Alina Skiba                                  | Polen 1984                            |
| 1987 | nicht vergeben                             | nicht vergeben                               | nicht vergeben                        |
| 1988 | Poezdka k synu                             | Vladimir Tumayev                             | Sowjetunion 1986                      |
| 1989 | nicht vergeben                             | nicht vergeben                               | nicht vergeben                        |
| 1990 | Second Son                                 | Charles Evans Jr.                            | Vereinigte Staaten 1989               |
| 1991 | Days of Waiting                            | Steven Okazaki                               | Vereinigte Staaten 1990               |
| 1992 | This Is Not Your Life                      | Jorge Furtado                                | Brasilien 1991                        |
| 1993 | Denko                                      | Mohamed Camara                               | Guinea / Frankreich 1993              |
| 1994 | Kisses on a Train                          | Dinaz Stafford                               | Vereinigtes Königreich 1993           |
| 1995 | The Salesman and Other Adventures          | Hannah Weyer                                 | Vereinigte Staaten 1995               |
| 1996 | 35 Aside                                   | Damien O’Donnell                             | Irland 1995                           |
| 1997 | One Sunday Morning                         | Manu Kurewa                                  | Nigeria / Vereinigtes Königreich 1997 |
| 1998 | Les mots magiques                          | Jean-Marc Vallée                             | Kanada 1998                           |
| 1999 | Patterns                                   | Kirsten Sheridan                             | Irland 1998                           |
| 2000 | The Stolen Father                          | Esen Işık                                    | Schweiz / Türkei 1999                 |
| 2001 | Listen …                                   | Katerina Filiotou                            | Griechenland 2000                     |
| 2002 | Woyzecks sidste symfoni                    | Nikolaj Arcel                                | Dänemark 2001                         |
| 2003 | United We Stand                            | Hans Petter Moland                           | Norwegen 2002                         |
| 2004 | Diary                                      | Oksana Buraja                                | Litauen 2003                          |
| 2005 | El otro sueño americano                    | Enrique Arroyo                               | Mexiko 2004                           |
| 2006 | K-7                                        | Christopher Leone                            | Vereinigte Staaten 2006               |
| 2007 | Den Sista hunden i Rwanda                  | Jens Assur                                   | Schweden 2006                         |
| 2008 | Auf der Strecke                            | Reto Caffi                                   | Schweiz 2007                          |
| 2009 | Everyday Everyday                          | Chui Mui Tan                                 | Malaysia 2008                         |
| 2010 | Blue Sofa                                  | Pippo Delbono, Giuseppe Baresi, Lara Fremder | Italien 2010                          |
| 2011 | Kawalek lata                               | Marta Minorowicz                             | Polen 2010                            |
| 2012 | Guest                                      | Ga eun Yoon                                  | Südkorea 2011                         |
| 2013 | Para armar un helicóptero                  | Izabel Acevedo                               | Mexiko, 2012                          |
| 2014 | Pride                                      | Pavel G. Vesnakov                            | Bulgarien / Deutschland, 2013         |
| 2015 | Hole                                       | Martin Edralin                               | Kanada, 2014                          |
| 2016 | Las cosas simples                          | Alvaro Anguita                               | Chile, 2015                           |
| 2017 | Dekalb Elementary                          | Reed Van Dyk                                 | Vereinigte Staaten, 2016              |
| 2018 | Drzenia                                    | Dawid Bodzak                                 | Polen 2018                            |
| 2019 | Das Weihnachtsgeschenk (Cadoul de Craciun) | Bogdan Mureșanu                              | Rumänien 2018                         |
| 2020 | Da yie                                     | Anthony Nti                                  | Belgien, Ghana 2019                   |
| 2021 | Sestre                                     | Kukla                                        | Slowenien 2020                        |
| 2022 | Mate                                       | George-Alex Nagle                            | Österreich 2021                       |
| 2023 | Will My Parents Come to See Me             | Mo Harawe                                    | Österreich, Deutschland, Somalia 2022 |